# Rattus leucopus
Rattus leucopus is een knaagdier dat voorkomt op Nieuw-Guinea, de Aru-eilanden en de oostkust van het Kaap York-schiereiland (Queensland, Noordoost-Australië). Daar leeft hij in twee gescheiden populaties: de ondersoort cooktownensis leeft tussen Cooktown en Paluma, de ondersoort leucopus in de McIlwraith Range, de Iron Range en omliggende regenwoudgebieden.
Het is een grote, lichtgekleurde, stekelige rat. De bek is lang en puntig. De rug is donkerbruin tot goudbruin, de buik wit tot geelgrijs. De flanken en de keel zijn geelachtig. Rond de ogen de bek zit een bijna zwart stuk vacht. De voeten zijn wit. De staart is naakt en bruin. Sommige ondersoorten hebben een deels witte staart. Vrouwtjes uit de Aru-eilanden hebben 2+2=8 mammae, Australiërs hebben er 1+2=6. De kop-romplengte bedraagt 135 tot 210 mm, de staartlengte 140 tot 210 mm, de achtervoetlengte 25 tot 36 mm, de oorlengte 15 tot 22 mm en het gewicht 50 tot 210 gram.
R. leucopus is 's nachts actief en leeft op de grond. Hij laat zich niet vaak zien. Hij eet insecten, bladeren, fruit en zaden. Het hele jaar lang worden er jongen geboren, 2 tot 5 per keer.
De soort heeft de volgende ondersoorten:
- Rattus leucopus cooktownensis (zuidoostelijk Kaap York)
- Rattus leucopus dobodurae (zuidoostelijk Nieuw-Guinea)
- Rattus leucopus leucopus (noordoostelijk Kaap York)
- Rattus leucopus ratticolor (zuidwestelijk Nieuw-Guinea, Aru-eilanden)
- Rattus leucopus ringens (Fly River-gebied in Nieuw-Guinea)

Rattus ringens is eerder beschouwd als een aparte soort, met een groot aantal ondersoorten, die verwant zou zijn aan soorten verder uit het westen.